# شهرستان متیوس (ویرجینیا)
شهرستان متیوس، ویرجینیا (به انگلیسی: Mathews County, Virginia) یک سکونتگاه مسکونی در ایالات متحده آمریکا است که در ویرجینیا واقع شده‌است.

## خصوصیات
شهرستان متیوس ۶۵۲٫۶۸ کیلومترمربع مساحت دارد.